# HMPP开放标准
HMPP用于异构多核并行编程。
OpenHMPP标准基于一组指令，是用于处理硬件加速器的编程模型，但又没有GPU编程的相关复杂性。这种基于指令的方法已经实现，因为他们使应用程序代码和硬件加速器使用之间形成松散关系。
本文涉及组成OpenHMPP标准的HMPP指令, 但并不处理指令的执行链接到指令执行。

## 简介
OpenHMPP基于指令的编程模型提供了一种语法，有效地减轻硬件加速器上的计算，优化数据向/从硬件存储器移动。

模型基于 CAPS (编译器和超标量体系结构以及嵌入式处理器)（页面存档备份，存于） 的初始化工作, 以及来自INRIA, CNRS, 雷恩第一大学和雷恩INSA的共同项目。

## OpenHMPP标准概念
OpenHMPP标准基于codelets的概念, 可以在硬件上远程执行。

### OpenHMPP Codelet 概念
codelet具有以下属性:
1. 它是一个纯函数。
  - 它不包含静态或不稳定的变量声明，也不涉及任何全局变量，除非这些已经由HMPP “resident”指令所声明
  - 它不包含任何具有无形体(不能内联)的函数调用。这包含库和系统函数的使用, 例如 malloc, printf, ...
  - 每个函数必须引用静态纯函数(没有函数指针)。
2. 它不返回任何值(C中的void函数或FORTRAN子程序)。
3. 参数的数量应该是固定的(即没有像C中的vararg那样可变数量的参数)。
4. 它不是递归的。
5. 它的参数设定为non-aliased。
6. 它不包含callsite指令(即RPC至另一个codelet)或其他HMPP指令。

这些属性确保codelet RPC可以通过硬件远程执行。此RPC及其相关的数据传输可以是异步的。

### Codelet RPCs
HMPP提供同步和异步的RPC。异步操作的执行依赖于硬件。

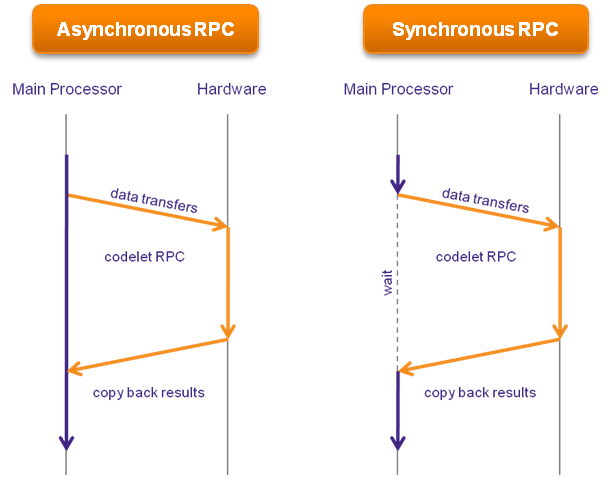
Synchronous versus asynchronous RPC

### HMPP 存储器模型
HMPP考虑到两个地址空间: 一个主机处理器和硬件存储器。

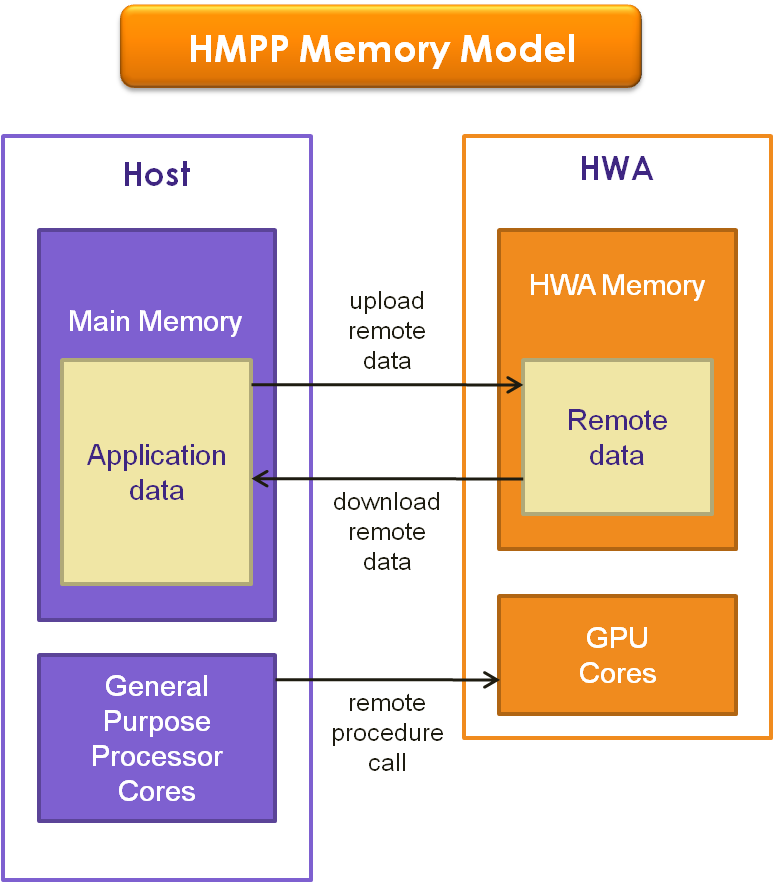
HMPPP memory Model

### 指令概念
OpenHMPP指令可能被视为“元信息” 添加到应用程序源代码。它们是安全的元信息，即不会改变原始代码的行为。它们处理函数的远程执行(RPC)，以及数据向/从硬件存储器传输。

下表介绍了OpenHMPP指令。OpenHMPP指令满足不同需求: 其中一些专门用于声明，其他用于执行的管理。
|          | 流程控制指令                | 数据管理标签                                 |
| 声明     | codelet group               | resident map mapbyname                       |
| 操作标签 | callsite synchronize region | allocate release advancedload delegatedstore |

### 指令集的概念
HMPP方法的基本点之一是指令的概念及其关联的标签，使它能够在分布于应用程序中的整个指令集上公开一个相干结构。
有两种类型的标签:
- 一类关联到codelet。携带这种标签的指令一般仅限于管理一个(在文档 的其余部分称为stand-alone，以便从一组codelet中区分开)。
- 一类关联到一组codelets。这些标签说明如下: “<LabelOfGroup>“, 其中“LabelOfGroup” 是由用户指定一个名称。 具有这种标签的指令一般涉及到整个组。组的概念是保留给这样一类问题，即要求对整个应用程序的数据做具体管理以获取性能。

### OpenHMPP指令语法
为了简化符号, 正则表达式 将用于描述HMPP指令的语法。
下面的颜色通常用于描述指令的语法:
- 保留的HMPP关键字是蓝色;
- 在HMPP关键字中可以被减少的基本语法是红色;
- 用户变量仍然为黑色。

#### 一般语法
OpenHMPP指令的一般语法如下:
- C语言:

```
#pragma hmpp <
grp_label
>
 [codelet_label]? 
directive_type
 [
,
directive_parameters
]* [
&
]
```

- FORTRAN语言:

```
!$hmpp <
grp_label
>
 [codelet_label]? 
directive_type
 [
,
directive_parameters
]* [
&
]
```

其中:
- <grp_label>: 是命名一组 codelets 的唯一标识符。在应用程序中没有组被定义的情况下, 这个标签可以简单地略过。Legal标签必须遵循此语法: [a-z,A-Z,_][a-z,A-Z,0-9,_]*。请注意 “< >” 字符属于语法，且对这类标签是强制性的。
- codelet_label: 是命名一个codelet的唯一标识符。Legal 标签必须遵循此语法: [a-z,A-Z,_][a-z,A-Z,0-9,_]*
- directive: 是指令的名称;
- directive_parameters: 指定一些指令相关联的参数。这些参数可能是不同类型并指定 给指令的某些参数或执行的一种模式(例如同步与异步);
- [&]: 是用于在下一行继续该指令的字符 (C和FORTRAN都是相同的)。

#### 指令参数
关联到一个指令的参数可能是不同类型。以下是 在HMPP中定义的指令参数:
- version = major.minor[.micro]: 由预处理器指定HMPP指令的版本。
- args[arg_items].size={dimsize[,dimsize]*}: 指定一个非标量参数 (数组)的大小。
- args[arg_items].io=[in|out|inout]: 表示指定函数参数是输入, 输出或两者兼而有之。默认情况下, 非限定参数为输入。
- cond = "expr": 指定组或codelets开始执行的一个条件C或Fortran布尔表达式的值为是 C或Fortran布尔表达式的值为true。
- target=target_name[:target_name]*: 指定是哪个target以尝试使用给定的顺序。
- asynchronous: 指定不阻止codelet的 执行 (默认是同步的)。
- args[<arg_items>].advancedload=true: 表明指定的参数是预加载的。只有in或inout参数可以被预加载。
- args[arg_items].noupdate=true: 此属性指定 硬件上的数据已经可用，因此不需要转换。 当设置了此属性时, 所考虑的参数没有任何传递。
- args[<arg_items>].addr="<expr>": <expr>是一个表达式，给出了数据上载的地址。
- args[<arg_items>].const=true: 表示参数只要上载一次。

## OpenHMPP 指令

### 声明和执行一个codelet的指令
codelet指令声明在硬件加速器上远程执行计算。

codelet 指令:
- codelet标签是强制性的并且在应用程序中是唯一的
- 如果没有组被定义则不需要组标签。
- Codelet指令在函数声明之前插入。

该指令的语法是:
```
#pragma hmpp <
grp_label
>
 codelet_label 
codelet
 
                            [
, version
 = major.minor[.micro]?]?
                            [
, args[
arg_items
].io=
[[
in
|
out
|
inout
]]*
                            [
, args[
arg_items
].size={
dimsize[,dimsize]*
}
]*
                            [
, args[
arg_items
].const=true
]*
                            [
, cond =
 "expr"]
                            [
, target=
target_name
[:
target_name
]*]
```

可以在一个函数中加入多个codelet指令，以便指定不同用途或不同执行文本。但是, 一个给定调用站点标签只能有一个codelet指令。
Callsite指令指定程序内的给定点如何使用一个codelet。

该指令的语法是:
```
#pragma hmpp <
grp_label
>
 codelet_label 
callsite

                     [
, asynchronous
]?
                     [
, args[
arg_items
].size={
dimsize[,dimsize]*
}
]*
                     [
, args[
arg_items
].advancedload=
[[
true
|
false
]]*
                     [
, args[
arg_items
].addr="
expr
"
]*
                     [
, args[
arg_items
].noupdate=true
]*
```

这里有一个例子:
/* declaration of the codelet */
```
#pragma hmpp simple1 codelet, args[outv].io=inout, target=CUDA
static void matvec(int sn, int sm, loat inv[sm], float inm[sn][sm], float *outv){
    int i, j;
    for (i = 0 ; i < sm ; i++) {
      float temp = outv[i];
      for (j = 0 ; j < sn ; j++) {
        temp += inv[j] * inm[i][ j];
    }
   outv[i] = temp;
 }
 
 int main(int argc, char **argv) {
   int n;
   ........
 
 /* codelet use */
 #pragma hmpp simple1 callsite, args[outv].size={n}
 matvec(n, m, myinc, inm, myoutv);
   ........
 }
```

某些情况下, 需要具体管理整个应用程序的数据(CPU/GPU 数据移动优化, 共享变量...)。

group指令允许声明一组codelets。 指令中定义的参数应用于所有属于该组的 codelets。
该指令的语法是:
```
#pragma hmpp <
grp_label
> group
 
                          [
, version =
 <major>.<minor>[.<micro>]?]? 
                          [
, target =
 
target_name
[:
target_name
]*]]? 
                          [
, cond  = “
expr
”
]?
```

### 数据传输指令可以优化通信开销
硬件使用时的主要瓶颈通常是硬件和住处理器之间的数据传输。

要限制通信开销,可以通过使用硬件的异步属性，连续执行相同的codelet以重叠数据传输。
- allocate指令

allocate指令锁定硬件，并分配所需的内存量。
#pragma hmpp <grp_label> allocate [,args[arg_items].size={dimsize[,dimsize]*}]*
- release指令

release指令指定何时为一组或一个独立codelet释放硬件。 
```
#pragma hmpp <
grp_label
> release
```

- advancedload 指令

advancedload指令在codelet远程执行之前预取数据。
#pragma hmpp <grp_label> [codelet_label]? advancedload
```
                  
,args[
arg_items
]

                  [
,args[
arg_items
].size={
dimsize[,dimsize]*
}
]*
                  [
,args[
arg_items
].addr="
expr
"
]*
                  [
,args[
arg_items
].section={
[
subscript_triplet
,
]+
}
]*
                  [
,asynchronous
]
```

- delegatedstore 指令

delegatedstore指令是一个同步障，以等待一个异步codelet执行完成，然后下载结果。
#pragma hmpp <grp_label> [codelet_label]? delegatedstore
```
                
,args[
arg_items
]

                [
,args[
arg_items
].addr="
expr
"
]*
                [
,args[
arg_items
].section={
[
subscript_triplet
,
]+
}
]*
```

- 异步计算

同步指令指定等待，直到一个异步callsite执行完成。对于同步指令, codelet 标签始终是强制性的，并且若是codelet属于一个组，需要有组标签。
#pragma hmpp <grp_label> codelet_label synchronize
- 示例

在下面的例子中，完成设备初始化，内存分配和输入数据的上载在循环外只有一次，而不是每次循环迭代。

同步指令允许在启动另一个迭代之前等待codelet的异步执行的完成。最后在循环外delegatedstore指令将上载sgemm结果。
int main(int argc, char **argv) {
```
#pragma hmpp sgemm allocate, args[vin1;vin2;vout].siez={size,size}
#pragma hmpp sgemm advancedload, args[vin1;vin2;vout], args[m,n,k,alpha,beta]
  
for ( j = 0 ; j < 2 ; j ++) {
   #pragma hmpp sgemm callsite, asynchronous, args[vin1;vin2;vout].advancedload=true, args[m,n,k,alpha,beta].advancedload=true
   sgemm (size, size, size, alpha, vin1, vin2, beta, vout);
   #pragma hmpp sgemm  synchronize
}

#pragma hmpp sgemm delegatedstore, args[vout]
#pragma hmpp sgemm release
```

### Codelets之间共享数据
这些指令共同映射所有参数共享所有组的给定名称。

所有映射参数的类型和尺寸必须是相同的。
map指令映射设备上的几个参数。
#pragma hmpp <grp_label>  map, args[arg_items]
此指令除了参数按其名称直接指定映射之外，与map指令很类似。 mapbyname 指令相当于多映射指令。
```
#pragma hmpp <
grp_label
> mapbyname
 [
,
variableName]+
```

### 全局变量
Resident指令声明某些变量在一个组内为全局变量。 然后可以从任何属于组的codelet中直接访问这些变量。此指令应用于源代码中在其之后的声明语句。
此指令的语法是:
```
#pragma hmpp <
grp_label
> resident
 
               [
, args[::
var_name
].io=
[[
in
|
out
|
inout
]]*
               [
, args[::
var_name
].size={
dimsize[,dimsize]*
}
]*
               [
, args[::
var_name
].addr="
expr
"
]*
               [
, args[::
var_name
].const=true
]*
```

符号::var_name 以::为前缀, 表示一个应用程序的变量声明为resident。

### 加速区
codelet/callsite指令合并为一个区域。目的是避免代码重构中构建codelet。 因此，所有codelet或callsite指令可用属性都可以用于regions指令。
在C语言中:
```
#pragma hmpp [<
MyGroup
>] [
label
] region
         
                           [
, args[
arg_items
].io=
[[
in
|
out
|
inout
]]*
                           [
, cond = "
expr
"]
<
                           [
, args[
arg_items
].const=true
]*
                           [
, target=
target_name
[
:
target_name
]*]
                           [
, args[
arg_items
].size={
dimsize[
,
dimsize]*
}
]*
                           [
, args[
arg_items
].advancedload=
[[
true
|
false
]]*
                           [
, args[
arg_items
].addr="
expr
"
]*
                           [
, args[
arg_items
].noupdate=true
]*
                           [
, asynchronous
]?
                           [
, private=[
arg_items
]
]*
   {
C BLOCK STATEMENTS
   }
```

## 实现
HMPP开放标准基于HMPP 2.3版本(2009年5月, CAPS 公司).
HMPP基于指令的编程模型已经实现如下:
- HMPP 工作台, 用于混合计算的CAPS企业编译器
- PathScale ENZO 编译器套件(支持NVIDIA GPUs)

此外，HMPP开放标准用于石油和天然气，能源，制造业，金融，教育及研究领域的高性能计算，让开发人员使用大部分多核处理器，同时保留其遗留资源。

## 参阅
- 图形处理器通用计算
- 并行计算